# Remondini
I Remondini furono una famiglia di stampatori che operarono a Bassano del Grappa da metà del XVII a metà del XIX secolo.

## Storia

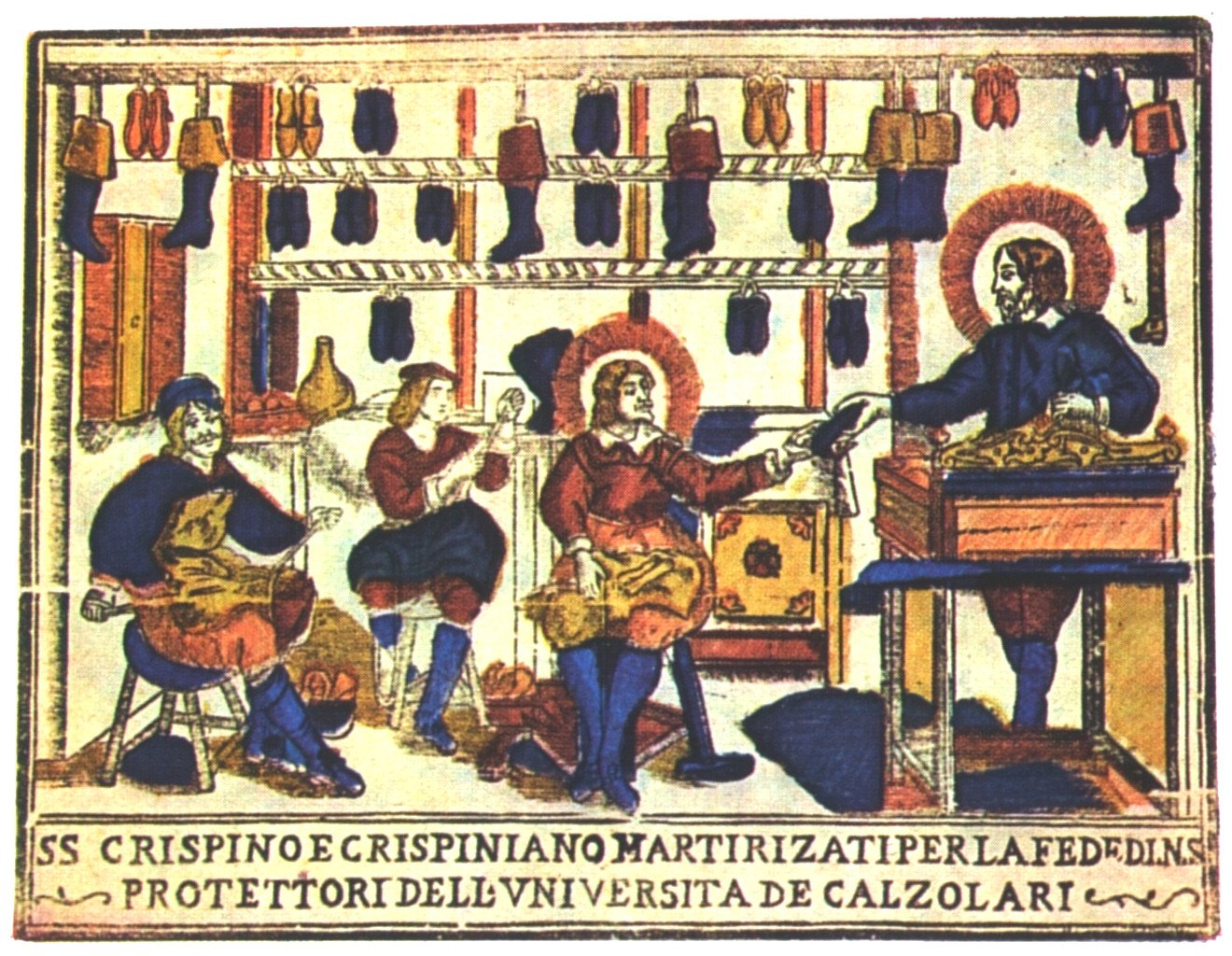
Santi Crispino e Crispiniano in una stampa dei Remondini

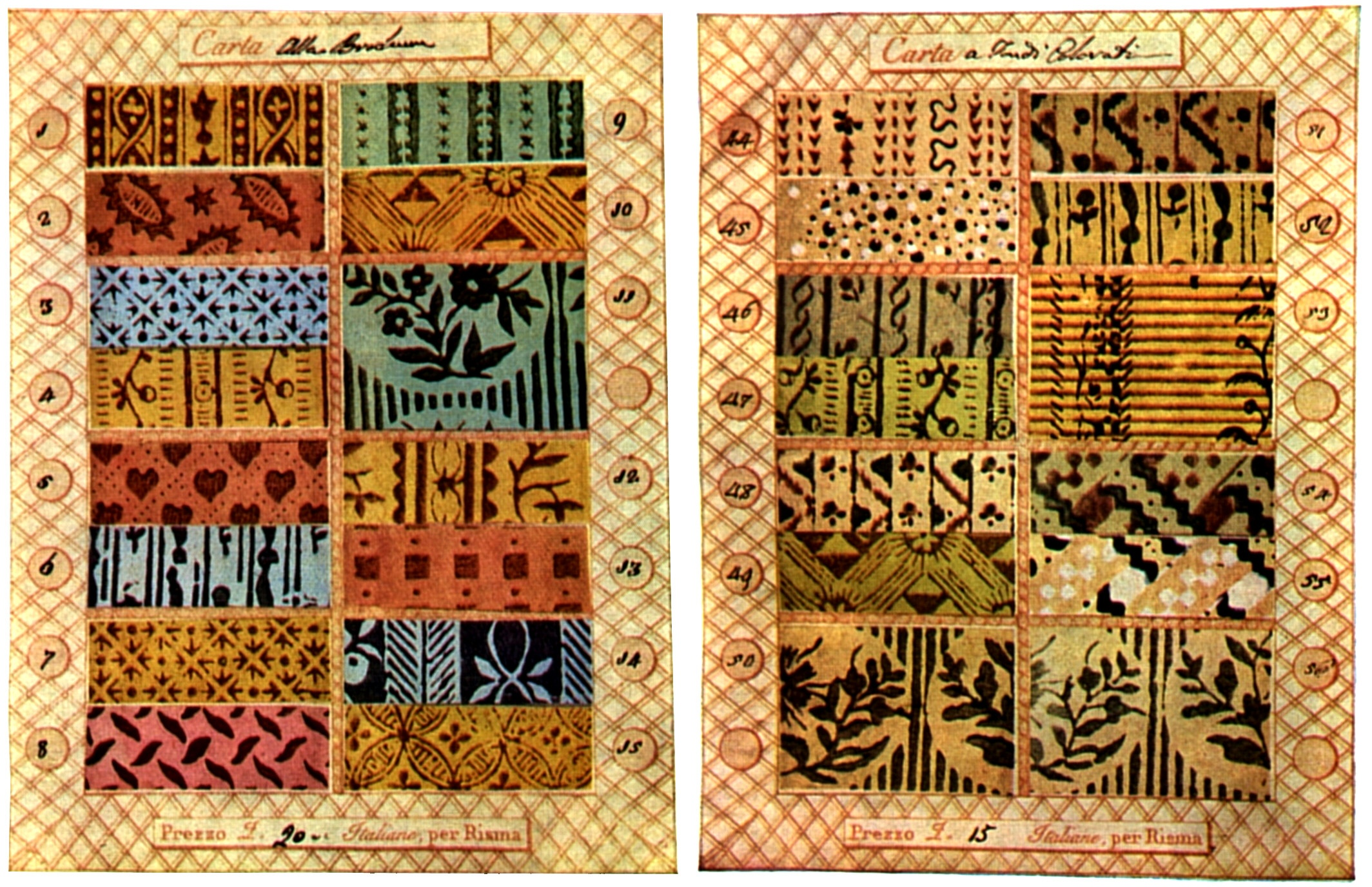
Carta da parati dei Remondini

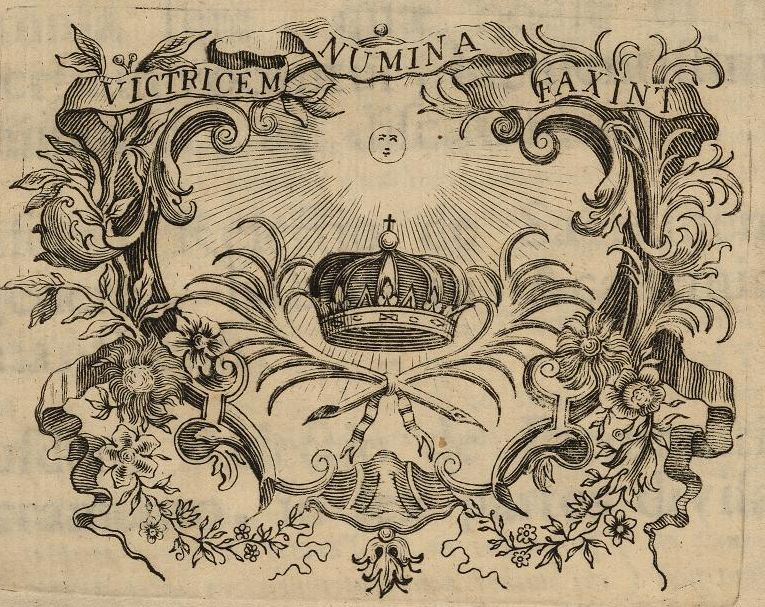
Marca tipografica di Remondini

Giovanni Antonio Remondini nacque a Padova nel 1634. Nel 1657, poco più che ventenne, prese casa nella piazza principale di Bassano. Aprì un negozio di telerie, lane, sete e attrezzi di ferro. In seguito aggiunse alle sue merci anche xilografie di santi e di soggetti popolari, che i contadini acquistavano a protezione delle loro case.
La carta proveniva dal veronese, dal trevigiano e dal padovano. Successivamente Remondini si affrancò dai propri fornitori e sviluppò una propria stamperia, acquistando un vecchio torchio. Da quel primo torchio ebbe origine una delle più importanti calcografie d'Europa.
Alle stampe dai colori vivaci si aggiunsero giochi, come il giro dell'oca o i soldatini di carta, e i libretti di storie per soddisfare i gusti del popolo minuto. Giovanni Antonio allacciò rapporti con i girovaghi delle povere vallate del Tesino (valle trentina laterale della Valsugana) e gli sloveni veneti di Cividale del Friuli (detti "Schiavoni"), li organizzò in compagnie (con una guida, o «capocompagnia») e affidò loro lo smercio delle stampe. Attraverso il loro lavoro i Remondini riuscirono a diffondere il proprio marchio in Europa.
Nel 1711, alla morte del fondatore, il patrimonio fu diviso tra gli eredi e la stamperia toccò al figlio Giuseppe e ai suoi discendenti. Giuseppe impresse un deciso sviluppo all'impresa, assumendo la proprietà, o quantomeno il controllo, di diverse cartiere: un opificio era già attivo nel 1725 a Oliero, un altro era situato a Vas, nel trevigiano, un terzo a Cogollo, nel vicentino. Tra il 1735 e il 1739 Giuseppe Remondini (1700-1769) entrò in possesso di altre tre cartiere, che da allora funzionarono esclusivamente per rifornire di carta la sua stamperia di Bassano. La stamperia dei Remondini produceva anche altre tipologieː la carta da parati e molte serie di piccole stampe da incollare sui mobili, per ottenere le tipiche decorazioni settecentesche veneziane note come lacca povera o arte povera.
Giuseppe fu molto abile anche nel trattare con il potere politico. Nel 1738 ottenne, dai Magistrati dei V Savi alla Mercanzia di Venezia, il privilegio esclusivo di libera commercializzazione delle proprie stampe religiose su tutto il territorio nazionale esente da dazi.
Nel 1750 i Remondini aprirono una libreria a Venezia, entrando in diretta concorrenza con i librai della capitale del libro. Ebbero dalla loro parte il vantaggio di essere i produttori della materia prima impiegata, ovvero la carta. Ciò permise l'immissione sul mercato nazionale e internazionale a costi nettamente più contenuti, rispetto a quelli praticati da tutti gli altri stampatori veneziani.
La tipografia continuò a stampare libri e atlanti geografici di qualità. Vi lavorarono anche molti valenti incisori, tra cui l'abate Paolo Santini, che fu uno dei principali autori delle immagini sacre. La raccolta del Santini fu ristampata - in grande e piccola edizione - per molto tempo.
La produzione aumentò fino a raggiungere un livello planetario. La vecchia rete dei venditori porta a porta fu sostituita da un'efficiente rete di distributori in proprio, organizzati per aree geografiche. I Tesini percorrevano l'Europa dalla Germania ai Paesi nordici, per poi spingersi a ovest verso le Americhe; gli Schiavoni, cui era affidato l'intero est del mondo, giungevano sino all'Oceano Pacifico. Con queste due grandi centrali distributive, la rete commerciale della stamperia era in grado di raggiungere quattro continenti.
La decadenza cominciò nella prima metà dell'Ottocento, dopo le invasioni napoleoniche. All'inizio del secolo la stamperia dei Remondini contava 18 torchi per impressioni tipografiche e xilografiche, 24 per incisioni in rame, attrezzature per la stampa di carte speciali e le carte da parati, 4 cartiere e una fonderia per i caratteri in piombo, che davano lavoro ad oltre 1.000 operai.
Nel 1840 la produzione era ancora notevole, ma già si accumulava l'invenduto. Nel 1848 cominciò il tracollo e nel 1861 l'azienda chiuse i battenti.

Marche tipografiche dei Remondini
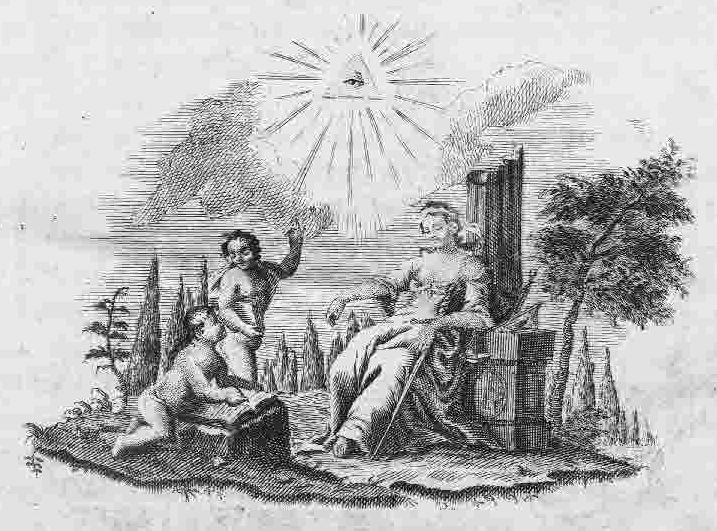
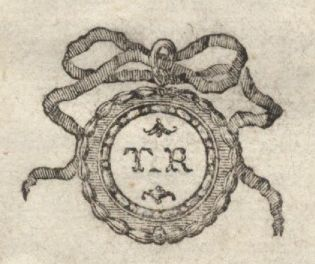
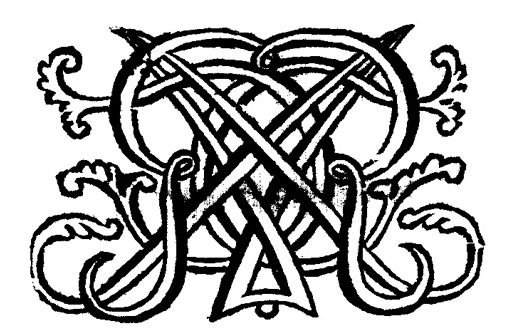
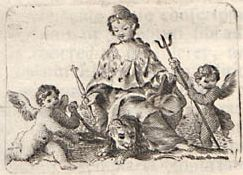

### Collezioni e musei
Alla chiusura dello stabilimento il fondo delle stampe venne ceduto ad Achille Bertarelli, che in seguito darà origine alla raccolta conservata all'interno dei Musei del Castello Sforzesco di Milano, mentre i legni e il magazzino delle carte fiorate trasmigrano a Varese presso la cartiera Molina, dando origine alla carta Varese, diffusa sino alla metà del Novecento.
Nel 1957 Giorgio Tassotti fonda a Bassano del Grappa una stamperia, ancora attiva, che in breve tempo viene considerata la continuatrice di Remondini per la produzione e diffusione di stampe artistiche nel mondo, carte decorative tipo Varese e altre edizioni remondiniane. Nei pressi del Ponte degli Alpini, nei locali della Carteria Tassotti, è visitabile la Raccolta Remondini-Tassotti con originali del Settecento di stampe popolari, libri e carte fiorate.
Una notevole Collezione remondiniana, iniziata dai fratelli Giuseppe e Antonio poi aumentata da Francesco, figlio di Giuseppe, fino ai primi dell'Ottocento, raccoglie 8.522 incisioni di vari autori ed è conservata al Museo civico (Bassano del Grappa). Nel 2007, a Palazzo Sturm di Bassano del Grappa, è stato aperto il Museo Remondini con l'esposizione di gran parte di questa Collezione.
Presso il Piccolo Museo Remondini di Palazzo Thiene, a Vicenza, sono inoltre conservate circa 300 incisioni, delle quali 50 facenti parte di un campionario legato, e oltre 100 vedute ottiche di città d'Italia e d'Europa.